# 蒙塔内拉
蒙塔内拉（義大利語：Montanera），是意大利库内奥省的一个市镇。总面积11平方公里，人口736人，人口密度66.9人/平方公里（2009年）。ISTAT代码为004136。

## 友好城市
- 西班牙拉瓦利德沃伊